# Al Jazeera English
Al Jazeera English (en árabe: قناة الجزيرة الإنجليزية‎) es una cadena de noticias en inglés con sede principal en Doha, Catar. Es uno de los tres más importantes canales de noticias en inglés en el mundo y es la estación hermana del canal árabe Al Jazeera.
La emisora transmite noticias y análisis, documentales, debates en vivo, actualidad, negocios y deportes. La estación se atribuye ser el primer canal de noticias en transmitir en alta definición.
Al Jazeera English es la primera cadena de noticias en inglés con sede en Oriente Medio. El canal tiene como objetivo proporcionar tanto una voz regional como una perspectiva global a una potencial audiencia mundial de más de mil millones de anglófonos, pero sin una visión anglo-estadounidense. En lugar de tener una transmisión manejada bajo un mando central, el manejo de la agenda noticiosa gira alrededor de los centros de noticias en Doha, Londres y Washington D. C., "siguiendo el sol".
La estación tiene también como objetivo "dar voz a historias nunca reveladas, promover el debate, y cuestionar percepciones generalizadas", y "establecer la agenda noticiosa, salvar culturas y una perspectiva de base alternativa y única desde las regiones que no cubren medios tradicionales de todo el mundo".

## Filosofía
Al Jazeera Inglés tiene los objetivos de hacer hincapié en las noticias del mundo en desarrollo, de "invertir el flujo de norte a sur de la información" y de "establecer la agenda noticiosa". Esta última frase es el lema principal del canal. Algunos observadores, entre ellos el experto en medios de comunicación Adel Iskandar, consideran que este enfoque puede llevar a los espectadores de Occidente a percibir Al Jazeera English como una red de noticias "alternativa", aunque la marca comercial y medios de Al Jazeera son conocidos en gran medida en muchas partes del mundo.

## Lanzamiento y alcance
El canal inició transmisiones el 15 de noviembre de 2006. La fecha original de inicio sería en junio de ese año, mas se debió postergar debido a que su sistema de alta definición no estuvo listo a tiempo. El canal sería titulado 'Al Jazeera International', mas el nombre fue cambiado nueve meses antes del lanzamiento por la administración de la cadena.
Los administradores del canal tenían previsto llegar a alrededor de 40 millones de hogares, cifra que se superó con creces, alcanzando los 80 millones de hogares. A partir de 2009, Al Jazeera en inglés tiene presencia en cada uno de los principales mercados europeos, y está disponible para 130 millones de hogares en más de 100 países a través de cable y satélite, de acuerdo con Molly Conroy, un portavoz de la cadena en Washington.
Sin embargo, el canal se caracteriza por su escasa penetración en el mercado norteamericano, donde no es llevado por casi todas las redes de cable, salvo las redes locales en Toledo, Ohio y Burlington, Vermont. Se ha iniciado una campaña para que se permita la entrada del canal en el mercado norteamericano, y como parte de ella el sitio web IwantAJE.

### Programas
Además de los que se enumeran a continuación, Al Jazeera Inglés ejecuta varios programas que son enteramente no recurrente o consistan en sólo un número limitado de piezas (miniserie formato conocido como serie especial). Todos los programas, entre ellos los ex espectáculos se muestran en su totalidad en el sitio web de Al Jazeera y YouTube. Los programas actuales en el canal son: 
- 101 East - la serie documental semanal para temas de especial importancia en Asia. Los presentadores o anfitriones han incluido Teymoor Nabili y Fauziah Ibrahim.
- Al Jazeera Investiga - documentales que surge de la labor de la Unidad de Investigaciones de Al Jazeera.
- El Café - un programa de debate, organizado por Mehdi Hasan.
- Contando el Costo -. La mirada semanal en negocios y finanzas organizada por Kamahl Santamaría.
- Empire - un programa mensual explorar potencias mundiales y sus políticas. Una discusión con el anfitrión Marwan Bishara y sus invitados
- Fault Lines - la serie documental centrada en los olvidados y los aspectos no declaradas de la vida en los Estados Unidos. Presentado por: Josh Rushing, Sebastián Walker, Wab Kinew y anteriormente por Zeína Awad. Es producido por Al Jazeera América.
- La Entrevista de Frost (anteriormente Frost Over The World) - esto fue organizado por David Frost. Escarcha murió en 2013, y muestran todavía transmitió a título póstumo con el consentimiento de la familia.
- Inside Story -. La investigación diaria y análisis de un tema de actualidad, con la ayuda de tres invitados de dentro y fuera del país en cuestión Jane Dutton y Shiulie Ghosh son huéspedes regulares, pero la mayoría de las noticias-presentadores con sede en Doha también han tomado la silla, incluyendo: Dareen Abughaida, Stephen Cole, Adrian Finighan, David Foster, Divya Gopalan, Veronica Pedrosa, Kamahl Santamaría, locura Bah Thibault.
- Listening Post - análisis de cómo las otras organizaciones de noticias están cubriendo las historias de la semana, más el examen de las noticias espectador-presentado. Alojado desde Londres por Richard Gizbert.
- Noticias:
  - Noticias en directo desde el centro de difusión de Doha de Al Jazeera
  - Noticias en directo desde el centro de difusión de Londres de Al Jazeera
  - Newshour - una hora de noticias y el deporte mundial desde los dos centros de difusión de Al Jazeera.
- Gente & Power - un programa quincenal, originalmente organizada por la Dra. Shereen El Feki.
- La Corriente - un programa de debate se centró en los medios sociales, todos los días de lunes a jueves. Organizado por Femi Oke y Malika Bilal, por lo general con un invitado en el estudio y una pareja a través de Skype. Una cuestión, en sí a menudo espectador-generado, se discute por el equipo y los espectadores pueden contribuir con comentarios en Twitter o Facebook, con un poco de vez en cuando invitado a unirse a Skype.
- Hable con Al Jazeera - entrevistas de estudio prolongados con personas influyentes de todo el mundo:
- Testigo - el documental-ranura diario para las películas por lo mejor de cineastas independientes del mundo. La cadena tiene como objetivo arrojar luz sobre los acontecimientos y las personas a largo olvidados por los medios de comunicación a nivel mundial y en los que no merecían una mención en el primer lugar.
- TechKnow - programa semanal que muestra puntos brillantes e innovaciones en el mundo de la ciencia y la tecnología en los Estados Unidos y cómo están cambiando vidas. Los segmentos se registraron en el campo por un grupo de jóvenes, colaboradores conocedores de la tecnología de diversos orígenes en la ciencia y la tecnología. El show es conducido por Phil Torres y dependiendo del episodio por Cara de Santa María. Presentado de Los Ángeles, que es producida por Al Jazeera América.
- La fabulosa demostración del cuadro - organizada por Amanda Palmer, ofrece algunas entrevistas y reportajes sobre películas, actores y directores.

### Agencias
Además de sus cuatro centros de emisión principales, Al Jazeera Inglés en sí cuenta con 21 oficinas de apoyo de todo el mundo que se reúnen y producir noticias. También comparte recursos con su árabe 42 oficinas del canal hermana -lenguaje, 12 oficina de Al Jazeera América, oficinas de Al Jazeera de los Balcanes y la oficina de Al Jazeera Turk para un gran total de 83 oficinas, y tiene previsto añadir nuevas oficinas, que se anunciará como se abren . Después de que comenzó a transmitir en Canadá en mayo de 2010, la red ha anunciado planes para abrir una oficina de la oficina de Canadá en junio de 2010 en Toronto. Se trata de una diferencia significativa de la tendencia actual:
"Las principales cadenas estadounidenses han reducido sus oficinas hasta el hueso .... Son básicamente sólo en Londres ahora. Incluso la CNN ha retirado. Recuerdo que en los años 80, cuando cubrí estos acontecimientos habría un camión cargado de periodistas estadounidenses y las tripulaciones y los editores y ahora Al Jazeera todos ellos supera .... Ahí es donde, en ausencia de alternativas, Al Jazeera Inglés puede llenar un vacío, simplemente porque vamos en la dirección opuesta ". 
-, Tony Burman, exdirector General de AJE 
También presentadores de Al Jazeera pueden alternar entre los centros de difusión. Al Jazeera también comparte corresponsales de habla inglesa con Al Jazeera en árabe, Al Jazeera Latina, Al Jazeera Turk y Al Jazeera Balcanes y viceversa.

### Disponibilidad
El canal está disponible en muchos países, en su mayoría a través de satélite, a veces a través de cable. El canal también está disponible en línea. Al Jazeera Inglés ofrece un flujo HD gratis en su sitio web para su visualización ilimitada. Es gratuito disponible en todo el mundo. También proporcionan un flujo libre en su página de YouTube. también puede ser ofrecido de menor calidad viven en todo el mundo de forma gratuita a través de Livestation. Previamente, antes de que Al Jazeera proporciona una corriente oficial, una baja calidad RealVideo corriente estaba disponible para su visualización. Segmentos de noticias Al Jazeera se incluyen con frecuencia en el programa de la televisión pública estadounidense Worldfocus. Al Jazeera también se puede transmitir en cualquier iPhone, iPad o iPod touch con un 3G o wifi conexión mediante una aplicación gratuita.
Junto con una corriente de alta calidad gratuito e ilimitado en el sitio web oficial de Al Jazeera Inglés, suscripciones en línea que permite la visualización ilimitada se pueden comprar de Jump TV, RealPlayer, y VDC. Titulares de Al-Jazeera Inglés son disponibles en Twitter. 
El sitio web de Al Jazeera Inglés también contiene noticias y episodios completos de sus programas que se pueden ver de forma gratuita en su página web. Los videos están alojados por YouTube, donde los espectadores también pueden ir a buscar los videos.